# About Them Shoes
About Them Shoes – solowy album Huberta Sumlina z 2003 roku. Wśród gości znaleźli się: Eric Clapton, Levon Helm, Blondie Chaplin i Keith Richards.

## Lista utworów
1. "I'm Ready" (Dixon) – 4:23
2. "Still a Fool" (Morganfield) – 5:23
3. "She's Into Something" (Dixon) – 3:11
4. "Iodine in My Coffee" (Morganfield) – 5:07
5. "Look What You've Done" (Morganfield) – 3:40
6. "Come Home Baby" (Morganfield) – 4:36
7. "Evil" (Morganfield) – 4:49
8. "Long Distance Call" (Morganfield) – 5:31
9. "The Same Thing" (Dixon) – 3:51
10. "Don't Go No Further" (Dixon) – 3:07
11. "I Love the Life I Live, I Live the Life I Love" (Dixon) – 3:55
12. "Walkin' Thru the Park" (Morganfield) – 3:30
13. "This Is the End, Little Girl" (Sumlin) – 3:39